# Torre Canne
Torre Canne è una frazione del comune di Fasano, a circa 8 km dal capoluogo comunale e a circa 50 km da Brindisi. Questa località nel periodo estivo-autunnale ospita quasi 10.000 abitanti, nel periodo invernale-primaverile ospita quasi 400 abitanti.

## Geografia
Frazione marina con spiagge di sabbia bianca e fine che rientra nel Parco naturale regionale Dune costiere da Torre Canne a Torre San Leonardo istituito nel 2006.
Il clima di Torre Canne è tipicamente marittimo grazie all'azione mitigatrice dell'Adriatico, con escursioni termiche stagionali meno spiccate.
Simbolo della frazione è il Faro costruito nel 1929 che illumina la costa, le scogliere e tutto il mare antistante.
Con le sue limpide acque, Torre Canne risulta un'importante località turistica della Puglia.

## Storia
Il toponimo "Torre Canne" deriva da un'antica torre di guardia posta a protezione delle coste dalle scorrerie dei Saraceni. Situata nella zona in cui oggi sorge la caserma della Guardia di Finanza. Costruita nel XVI secolo e abbattuta dopo l'ultimo conflitto mondiale, la torre fu detta delle canne poiché situata nei pressi di un ampio canneto in parte ancora oggi esistente ed era alimentato dai numerosi torrenti che dalla collina sfociavano nella zona di Torre Canne (oggi ne rimangono due visibili, il Fiume Grande e il Fiume Piccolo). Proprio queste acque sorgive erano considerate curative tanto da essere denominate "Acque di Cristo" per la loro azione terapeutica.
Torre Canne è conosciuta per le terme. L'uso delle acque di Torre Canne risale alla metà dell'800, con uno sfruttamento più intensivo a partire dal dopoguerra.
Dagli anni '80, la frazione si è ingrandita con la costruzione di case da affittare ai bagnanti, ed è stata costruita una chiesa ed è quindi cresciuta anche come località balneare.
Torre Canne nel 2011, 2012, 2013, 2014, 2015, 2016, 2017 e 2018 ha ricevuto la Bandiera Blu.

## Prodotti tipici
Il pomodoro Regina è la varietà locale di pomodoro da serbo, coltivata tra Fasano e Ostuni, nei terreni salmastri litoranei del Parco delle Dune Costiere, da Torre Canne a Torre San Leonardo fino ad Egnazia. Il nome si ispira alle caratteristiche del peduncolo, che crescendo assume la forma di una coroncina. Le bacche sono piccole e tondeggianti e assumono un colore rosso intenso. La buccia, piuttosto spessa - una caratteristica dovuta appunto all'acqua salmastra con la quale vengono irrigati gli orti vicini al mare – aumenta la resistenza ai parassiti e la conservabilità di questa varietà.
La raccolta avviene a luglio, di norma mantenendo il peduncolo attaccato al frutto. Una parte dei pomodori è sottratta al consumo immediato e viene riposta in cassette dove subisce un processo di naturale appassimento fino all'inizio di settembre; successivamente i pomodorini sono legati per il peduncolo mediante fili di cotone (un tempo coltivato in loco), in modo da formare dei grappoli detti ramasole. Le ramasole sono quindi conservate appese e destinate al consumo nei mesi freddi, sino all'aprile successivo.